# Concordia 2000

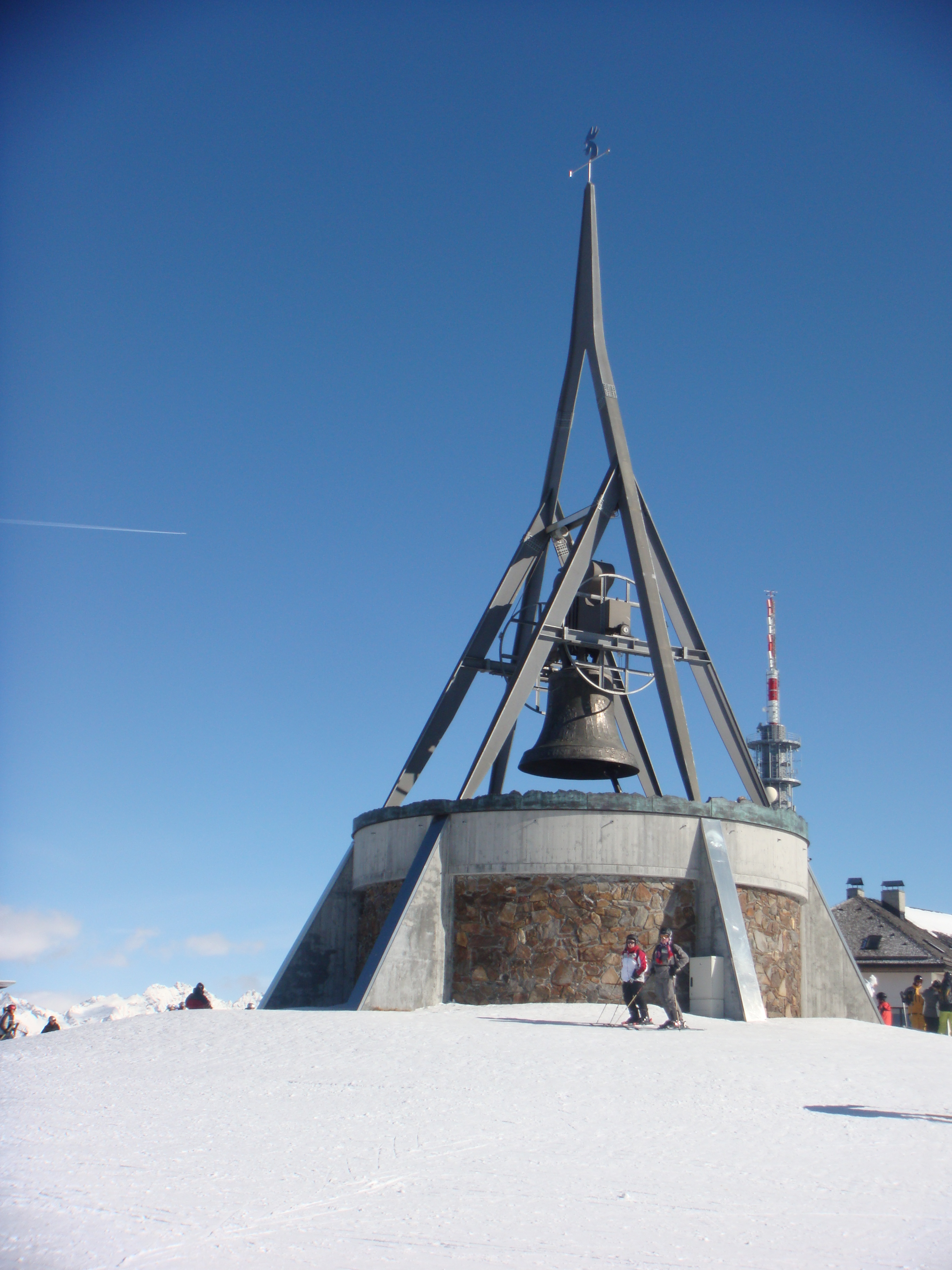
Concordia Friedensglocke auf dem Kronplatz

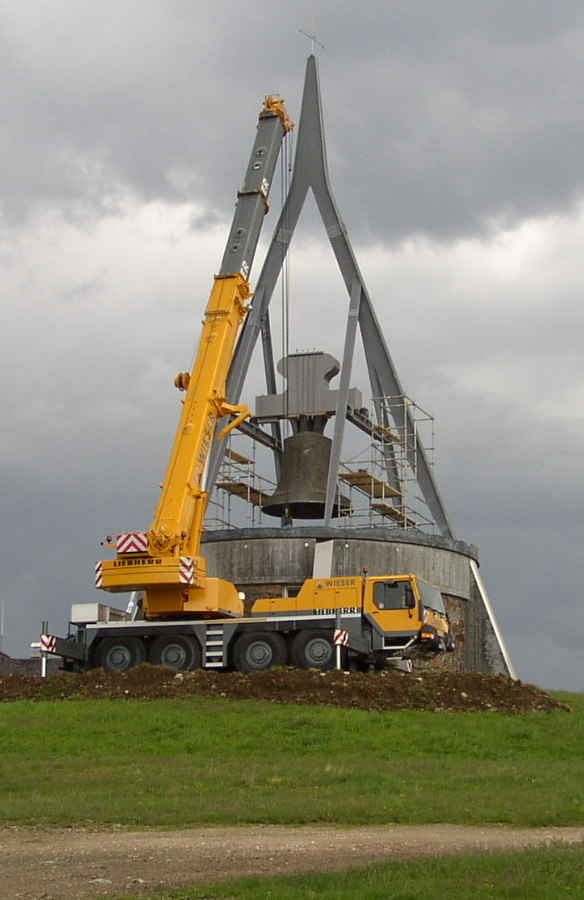
Montage der Glocke im Sommer 2003

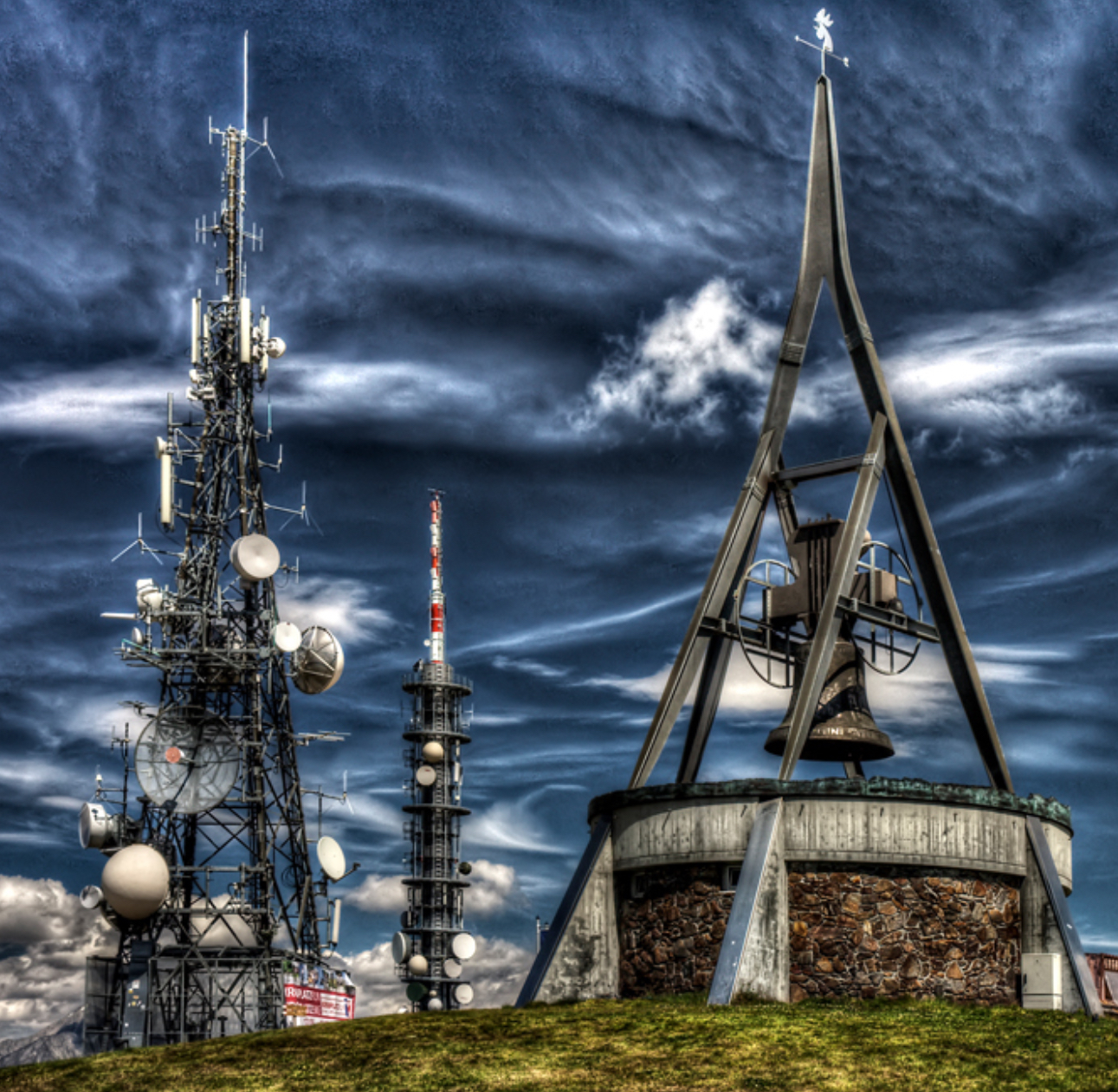
Concordia 2000 Kronplatz

Concordia 2000 ist der Name der Glocke auf dem Gipfel des 2275 Meter hohen Kronplatz in Südtirol. Die Glocke wurde im Sommer 2003 anlässlich des 25-jährigen Bestehens des Skigebietes Kronplatz unter Zusammenarbeit der Gemeinden Bruneck, Olang und Enneberg an der Spitze einer Aussichtsplattform installiert. Sie soll auch an die Erschließungspioniere des Kronplatzes erinnern und ist Sankt Bernhard gewidmet, dem Schutzpatron des Berg- und Skisports. Stifter der Glocke waren die vier Liftgesellschaften des Skigebietes Kronplatzseilbahn, Olanger Seilbahnen, Seilbahnen St. Vigil und Skiarea Miara.
Die Glocke ist eine der größten im Alpenraum. Sie wiegt 18,1 Tonnen und misst 3 Meter im Durchmesser und 3,11 Meter in der Höhe. Ein 500 Kilogramm schwerer geschmiedeter Glockenklöppel lässt sie im Schlagton Cis0 erklingen. Der Antrieb erfolgt über zwei elektrisch angetriebene Läutemaschinen mit elektronischer Steuerung. Die äußere künstlerische Gestaltung oblag dem Grödner Künstler Paul dë Doss-Moroder.
Die Glocke wurde im Jahr 2002 von der Glockengießerei Oberascher in Salzburg gegossen, wobei der Guss beim dritten Versuch gelang. Dies war Oberaschers letzter Glockenguss vor der Schließung. Vor dem Transport nach Südtirol wurde die Glocke am Kapitelplatz beim Salzburger Dom ausgestellt.
Die vom Enneberger Architekten August Gasser entworfene, auf Enneberger Gemeindegebiet gelegene Aussichtsplattform mit kreisringförmigem Fundament hat einen Durchmesser von 11 Metern und ist mit einem Panoramarelief aus Bronze versehen. Das elektrisch beheizte Relief mit einer Gesamtlänge von 35,28 Metern und einem Gewicht von etwa 2580 Kilogramm zeigt die umliegenden Berge mit Namen und Höhen sowie die Richtungen einiger wichtiger europäischer Städte. Über der Plattform steht der Glockenstuhl aus Stahl, der die Glocke samt Mechanik trägt. Die Gesamthöhe des oben spitz zulaufenden Glockenturms beträgt 21,8 Meter.
Die Concordia 2000 ist als Friedensglocke konzipiert. Ihre lateinische Inschrift „Donet deus populis pacem“ heißt zu deutsch „Gott schenke den Völkern Frieden“. Neben dem täglichen Läuten um 12:00 Uhr läutet die Glocke auch dann, wenn in einem Staat die Todesstrafe aufgehoben oder ein Verurteilter begnadigt wurde sowie bei Beendigung eines Krieges.